# 카예타나 피츠하메스 스투아르트 데 알바 여공작
카예타나 피츠하메스 스투아르트(스페인어: Cayetana Fitz-James Stuart y Silva, 1926년 3월 28일 ~ 2014년 11월 20일) 스페인의 귀족 여성, 자선가, 제18대 알바 여공작, 잉글랜드 왕 겸 스코틀랜드 왕 제임스 2세/7세의 서자인 초대 벨릭 공작 제임스 피츠제임스의 적계 후손에 해당한다. 알바 공작위 외에도 40개 이상의 작위를 보유하고 있으며, 이로 인해 국가 정부에 의해 인정된 귀족 칭호를 세계에서 가장 많이 보유한 인물로 기네스 세계기록에 등재되어 있다.

## 작위

18대 알바 여공작 카예타나의 문장

### 공작위
- 15대 알바(Alba) 공작, 그란데스 데 에스파냐
- 15대 알리아가(Aliaga) 공작, 그란데스 데 에스파냐 -차남 돈 알폰소에게 양위
- 4대 아르호나(Arjona) 공작, 그란데스 데 에스파냐 -5남 돈 카예타노에게 양위[1]
- 11대 베르비크(Berwick) 공작, 그란데스 데 에스파냐 (자코바이트 귀족)
- 17대 이하르(Híjar) 공작, 그란데스 데 에스파냐 -차남 돈 알폰소에게 양위[2]
- 11대 리리아 이 헤리카(Liria y Jérica) 공작, 그란데스 데 에스파냐
- 11대 몬토로(Montoro) 공작, 그란데스 데 에스파냐 -딸 도냐 에우헤니아에게 양위

### 백작-공작위
- 12대 올리바레스(Olivares) 백작-공작, 그란데스 데 에스파냐

### 후작위
- 17대 카르피오(Carpio) 후작, 그란데스 데 에스파냐
- 10대 산 비센테 델 바르코(San Vicente del Barco) 후작, 그란데스 데 에스파냐 -4남 돈 페르난도에게 양위
- 16대 라 알가바(La Algaba) 후작
- 16대 알메나라(Almenara) 후작 -차남 돈 알폰소에게 양위[3]
- 18대 바르카로타(Barcarrota) 후작
- 10대 카스타녜다(Castañeda) 후작
- 23대 코리아(Coria) 후작
- 14대 엘리체(Eliche) 후작
- 16대 미라요(Mirallo) 후작
- 20대 라 모타(la Mota) 후작
- 20대 모야(Moya) 후작
- 17대 오라니(Orani) 후작 -차남 돈 알폰소에게 양위[4]
- 12대 오세라(Osera) 후작
- 14대 산 레오나르도(San Leonardo) 후작
- 19대 사리아(Sarria) 후작
- 12대 타라소나(Tarazona) 후작
- 15대 발둔키요(Valdunquillo) 후작
- 18대 비야누에바 데 프레스노(Villanueva del Fresno) 후작
- 17대 비야누에바 델 리오(Villanueva del Río) 후작

### 백작위
- 27대 아란다(Aranda) 백작, 그란데스 데 에스파냐 -차남 돈 알폰소에게 양위[5]
- 22대 레모스(Lemos) 백작, 그란데스 데 에스파냐
- 20대 레린(Lerín) 백작, 그란데스 데 에스파냐
- 20대 미란다 델 카스타냐르(Miranda del Castañar) 백작, 그란데스 데 에스파냐
- 16대 몬테레이(Monterrey) 백작, 그란데스 데 에스파냐
- 20대 오소르노(Osorno) 백작, 그란데스 데 에스파냐
- 18대 팔마 델 리오(Palma del Río) 백작, 그란데스 데 에스파냐 -차남 돈 알폰소에게 양위[6]
- 12대 살바티에라(Salvatierra) 백작, 그란데스 데 에스파냐 -5남 돈 카예타노에게 양위
- 22대 시루엘라(Siruela) 백작, 그란데스 데 에스파냐 -3남 돈 하코보에게 양위
- 19대 안드라데(Andrade) 백작
- 14대 아얄라(Ayala) 백작
- 16대 카사루비오스 델 몬테(Casarrubios del Monte) 백작
- 16대 푸엔테스 데 발데페로(Fuentes de Valdepero) 백작
- 11대 푸엔티두에냐(Fuentidueña) 백작
- 17대 갈베(Galve) 백작
- 18대 헬베스(Gelves) 백작
- 16대 기메라(Guimerá) 백작 -차남 돈 알폰소에게 양위[7]
- 21대 모디카(Modica) 백작 (시칠리아 왕국)
- 24대 리바데오(Ribadeo) 백작 -차남 돈 알폰소에게 양위[8]
- 25대 산 에스테반 데 고르마스(San Esteban de Gormaz) 백작
- 12대 산타 크루스 데 라 시에라(Santa Cruz de la Sierra) 백작
- 20대 비얄바(Villalba) 백작

### 자작위
- 12대 라 칼사다(la Calzada) 자작

### 영주위
- 29대 모구에르(Moguer) 영주